# Flash of Genius
Flash of Genius ist ein US-amerikanisches Filmdrama aus dem Jahr 2008. Regie führte Marc Abraham, das Drehbuch schrieb Philip Railsback beruhend auf einem Artikel von John Seabrook in The New Yorker.

## Handlung
Professor Robert Kearns entwickelt Anfang der 1960er Jahre den Intervallscheibenwischer. Die Autokonzerne implementieren die Erfindung, ohne Kearns zu bezahlen. Kearns verklagt die Ford Motor Company; sein Freund Gil Previck und sein Anwalt Gregory Lawson unterstützen ihn dabei. Kearns will den Konzern dazu zwingen, sich öffentlich des Diebstahls geistigen Eigentums schuldig zu bekennen.
Der juristische Kampf belastet die Ehe des Professors mit Phyllis sowie die Kindererziehung. Kearns erleidet einen Nervenzusammenbruch und wird arbeitslos. Seine Ehe wird geschieden.
Nichtsdestotrotz hält Kearns an seiner Idee und seiner Absicht, den Konzern zum Zugeständnis des Diebstahl geistigen Eigentums zu bringen, fest.
Nach 12 Jahren kommt es schließlich zum Prozess mit spektakulärem Ausgang.

## Kritiken
John Horn schrieb in der Los Angeles Times vom 1. September 2008, der Film zeige mehr als nur einen David-gegen-Goliath-Gerichtskampf. Er zeige einen Menschen, dem Fairness und Ehrlichkeit mehr als alles andere bedeuten würden. Kearns sei kein „klassischer Hollywood-Held“.
Die Organisatoren des Toronto International Film Festivals schrieben, der Film provoziere zum Nachdenken. Sie lobten das Drehbuch sowie die Darstellungen von Greg Kinnear, Lauren Graham, Dermot Mulroney und Alan Alda.

## Hintergründe
Der Film wurde in Toronto und in Hamilton (Ontario) gedreht. Seine Produktionskosten betrugen schätzungsweise 20 Millionen US-Dollar. Die Zeitschrift Variety zählte den Film bereits im März 2008 zu jenen Veröffentlichungen des Jahres, die besondere Aussichten auf Auszeichnungen hätten.
Die Weltpremiere fand Ende August 2008 auf dem Telluride Film Festival statt. Am 7. September 2008 wurde der Film auf dem Toronto International Film Festival gezeigt. Am 3. Oktober 2008 startete der Film in den Kinos der USA, am 25. Juni 2009 kam der Film in die deutschen Kinos.